# Peter Florens Weddigen
Peter Florens Weddigen (* 18. Juni 1758 in Bielefeld; † 11. September 1809 in Kleinenbremen) war ein deutscher Publizist. Er veröffentlichte vor allem zu Themen zur westfälischen Geschichte und gab verschiedene meist kurzlebige Periodika heraus. Außerdem ist er als Dichter geistlicher Lieder hervorgetreten.

## Leben
Er war Sohn eines Leinenkaufmanns und besuchte das Gymnasium in Bielefeld. Danach studierte er Evangelische Theologie, Geschichte und Philosophie in Halle an der Saale. Er promovierte zum Dr. phil. In den Jahren 1778 bis 1781 war er Lehrer am Waisenhaus in Halle, danach war er Subkonrektor am Gymnasium in Bielefeld. Seit 1793 arbeitete er als Prediger in Buchholz bei Minden und ab 1797 in Kleinenbremen. Verheiratet war er mit Charlotte Stohlmann, die ihn bei seinen publizistischen Projekten unterstützte. Er starb durch Selbstmord.

## Werk
Weddigen hat zur Geschichte, Lebensart und Kultur Westfalens publiziert. Dabei hat er sich mehrfach gegen den verbreiteten Aberglauben gewandt. 

„Ankündigung – Durch Unterstützung einiger schätzbaren Freunde, und durch sorgfältigen Gebrauch vieler Dokumente und ungedruckter Urkunden von Westphalen, bin ich in den Stand gesetzt worden, meinem Vaterlande und allen auswärtigen Freunden geographischer Wissenschaften eine periodische Schrift anzukündigen, die Ihnen, wie ich hoffe, willkommen seyn wird. Sie führt den Titel: Geographisches Magazin von Westphalen. Sie unterscheidete sich von ähnlichen periodischen Schriften dadurch, daß sie nur auf einen einzigen Gegenstand, allein auf Westphalen sich einschränkt, und dessen Produkte, Sitten und Lebensart der Einwohner von Provinzen, Städten und Dörfern; Volksmenge; Alterthümer; Fabriken; Künste; Handwerke; kurz alles zu bearbeiten sucht, was zu einer künftigen vollständigen topographischen und statistischen Beschreibung von Westphalen erfordert wird. Außer denen meiner Freunde, die sich zur Unterhaltung dieses Magazins verbindlich gemacht haben muntere ich alle und jede Beförderer nützlicher Unternehmungen auf, zu meiner Absicht dienliche Beiträge mir zuzusenden. Jeder gedruckte Boge wird, wenn es verlangt wird mit 3 Thaler, und wenn der Absatz dieses Journals es erlaubt, mit 5 Thaler in Golde bezahlt. Jedes Heft wird 8 bis 10 Bogen 8 stark werden. Vier Hefte machen einen Band aus. Auf jedes Heft wird 8 Ggr. Preuß. Kourant subscribiert und auswärtigen franko Hamburg, Leipzig, Kassel und Berlin zugeschickt. Der Subscriptionstermin steht bis Johannis 1784 offen. Das erste Heft erscheint zu Michaelis d. J. und mit jedem Quartal wird ein neues geliefert. Die Namen der Beförderer dieses Magazins werden am Ende des Bandes genannt. Außer allen meinen vaterländischen Freunden, welche ich um Beförderung dieses Magazins ersuche, kann man in allen angesehnen Buchhandlungen Deutschlands unterzeichnen.  –  P. F. Weddigen. Lehrer am Gymnasium zu Bielefeld.“

Er veröffentlichte etwa die Historisch-geographisch-statistische Beschreibung der Grafschaft Ravensberg in Westphalen (2 Bde., Leipzig, 1790). Darüber hinaus gab er verschiedene meist kurzlebige Zeitschriften und Kalender heraus. Darunter war etwa das Westphälische Magazin zur Geographie, Historie und Statistik. Dieses war eine Materialsammlung zur westfälischen Geschichte. Dabei standen bedeutende und unwichtige Dinge nebeneinander. Anfangs hatte das Magazin 900 Abonnenten. Die Zustimmung ließ bald nach, so dass Weddigen dieses Projekt nach wenigen Jahren aufgeben musste. Sein Handbuch der historisch-geographischen Literatur Westphalens hatte sich vorgenommen, eine Übersicht über das gesamte Quellenmaterial zur Erforschung der westfälischen Geschichte zusammenzutragen.
Die meisten seiner Projekte hatten nur wenig Erfolg. Höhere Auflagen erzielten seine Kalender. Gleichwohl hatte er eine gewisse Bedeutung für die Entwicklung einer Lesekultur im Westfalen. Weddigen stand als Herausgeber und Verleger in Kontakt zu den wichtigsten damaligen westfälischen Autoren. Für ihn schrieben unter anderem Justus Möser, Karl Arnold Kortum, Anton Friedrich Büsching, Johann Moritz Schwager und Johann Gottfried Christian Nonne.
Daneben hat er auch geistliche Lieder verfasst. Diese wiesen einen durchaus beachtlichen Erfolg auf. Seine Geistlichen Oden und Lieder erschienen erstmals 1801 und erlebten bis 1879 mehrere Auflagen. Sogar das preußische Königspaar sandte ihm dazu 1798 zwei persönliche Schreiben. In verschiedene regionale Gesangbücher fanden seine Lieder Aufnahme.
In Dortmund ist eine Straße nach ihm benannt.

## Schriften (Auswahl)
- (Hrsg.): Westphälisches Magazin zur Geographie, Historie und Statistik. 1784–1788 Digitalisate
- Historisch-geographisch-statistische Beschreibung der Grafschaft Ravensberg in Westphalen (2 Bde., Leipzig, 1790) Digitalisat Bd. 1 & Digitalisat Bd. 2
- (Hrsg.): Neues Westphälisches Magazin zur Geographie, Historie und Statistik. 1789–1794  Digitalisate
- (Hrsg.): Fragmente zu dem Leben des Grafen von Herzberg. Bremen, 1796 Digitalisat
- (Hrsg.) Johann Diederich von Steinen fortgesetzte Westphälische Geschichte. – Paderbornische Geschichte. Nach Schatens Annalen, 5. Teil, Lemgo 1801 (1. u. 2. Abteilung) und 1804 (3. Abteilung) Digitalisat. Fortsetzung zu Johann Diederich von Steinens Werk Westphälische Geschichte nach Nicolaus Schatens Annales Paderbornenses
- Geistliche Oden und Lieder. Leipzig, 1801 Digitalisat
- Handbuch der historisch-geographischen Litteratur Westphalens. Bd. 1. Dortmund, 1801 Digitalisat
- Historisch-geographisch-statistische Beyträge zur nähern Kenntniß Westphalens. Elberfeld, 1806 Digitalisat Bd. 1 & Digitalisat Bd. 2